# Palatino Linotype
In tipografia, Palatino è un tipo di carattere con grazie creato da Hermann Zapf nel 1948. È ammirato da molti per la sua grazia e potenza. È stato adattato praticamente a tutte le tecnologie tipografiche, ed è probabilmente uno dei più usati e copiati tipi di carattere esistenti.
Chiamato così in onore di Giambattista Palatino, un maestro della calligrafia italiano del sedicesimo secolo, il Palatino è basato sui tipi di carattere del Rinascimento italiano, che imitano la scrittura calligrafica. Ma mentre i tipi rinascimentali tendenzialmente usavano lettere più piccole con tratti verticali più lunghi (ascendenti e discendenti) e spessori più fini, Palatino ha proporzioni più ampie, ed è considerato molto più facile da leggere.
Le fonderie Linotype e Adobe vendono entrambe versioni autentiche del Palatino; Il Palatino Linotype è autorizzato da Zapf come la versione definitiva del Palatino.